# Flying (album av Jonathan Fagerlund)
Flying släpptes i maj 2009, och är Jonathan Fagerlunds första studioalbum.

## Tracklist
1. "Angeline"
2. "Playing Me"
3. "Mary Jane"
4. "Flying"
5. "Dance in the Shadows"
6. "Love Revolution"
7. "If I Can't Love You Anymore"
8. "Damn Lonely Night"
9. "Miss American Dream"
10. "Don't Wanna Live a Lie"
11. "A Little More"
12. "The Impossible Is Real"
13. "Father's Lullaby"

### Fotnoter
1. ↑  ”Flying”. Jonathan Fagerlunds webbplats. 2 mars 2008. http://www.jonathanfagerlund.com/?sid=release&id=728&categoryID=0&bfs=1. Läst 17 oktober 2014.